# Mystic (rivier)
De Mystic (Engels: Mystic River) is een rivier in het noordoosten van de Verenigde Staten in de staat Massachusetts. De rivier is 10 km lang en loopt deels parallel aan het laatste deel van de loop van de Charles.
De naam is afgeleid van het Wampanoag woord "muhs-uhtuq", dat "grote rivier" betekent. De rivier stroomt van het Lower Mystic Lake door het gebied van Boston en de gemeenschappen Arlington, Medford, Somerville, Everett, Charlestown, Chelsea en Oost-Boston. De Mystic mondt uit in de haven van Boston.